# Pityopus californicus
Pityopus californicus ist eine Pflanzenart aus der Familie der Heidekrautgewächse (Ericaceae) und die einzige Art in der Gattung Pityopus.

## Beschreibung
Pityopus californicus ist eine chlorophylllose, myko-heterotrophe krautige Pflanze. Ihr Wurzelsystem bildet einen festen Wurzelballen, die daraus hervorwachsende Spross- und Blütenstandsachse steht aufrecht und ist weiß bis gelblich. Die Blätter sind einfach.
Der Blütenstand ist ein- bis mehrblütig, Verzweigung ist möglich. Die Blüten sind vier-, selten bis fünfzählig, Kelchblätter sind vorhanden. Die Krone ist röhrenförmig, die Kronblätter sind unverwachsen. Die Staubblätter sind rund zwei Drittel so lang wie die waagerechten Theca, die miteinander verwachsen sind und hufeisenförmig mit nur einen Schlitz am äußersten Ende aufweisen. Der Griffel ist dauernd, die Narbe doldenförmig.
Der Fruchtknoten weist parietale Plazentation auf. Die Frucht ist beerenartig, die Samen sind elliptisch und dickhäutig.

## Verbreitung
Die Art findet sich im Westen der USA in Höhenlagen zwischen 30 und 2000 Meter.

## Systematik
John Kunkel Small hat die Gattung im Jahr 1914 erstbeschrieben, die Art jedoch beschrieb Alice Eastwood erst 1935 als Monotropa californica. Herbert Faulkner Copeland stellte sie später zur Gattung Pityopus.